# Gordon Astall
Gordon Astall (født 22. september 1927 i Horwich, England, 21. oktober 2020) var en engelsk fodboldspiller (højre fløj).
I løbet af sin 16 år lange karriere spillede Astall for henholdsvis Plymouth, Birmingham og Torquay. Han var med Birmingham med til at nå FA Cup-finalen i 1956, der dog blev tabt til Manchester City.
Astall spillede desuden i 1956 to venskabskampe for det engelske landshold, mod henholdsvis Finland og Vesttyskland.